# Ronald Beer
Ronald Beer (Bogor - Java, Indonesië), 21 mei 1946) is een Nederlands filmregisseur, scenarioschrijver en acteur.

## Biografie
Beer studeerde, na het gymnasium in Den Haag te hebben doorlopen, Franse taal- en letterkunde aan de Universiteit Leiden, gevolgd door een studie Dramaturgie aan de Universiteit van Amsterdam. Hierin deed hij in 1981 doctoraal examen.
Hij debuteerde als acteur in Havana Jojo van Studio Scarabee. Hierna speelde hij voor Toneelgroep Centrum in de productie Mata Hari.
In 1979 speelde hij een hoofdrol in de film Pentimento van Frans Zwartjes. Sindsdien acteerde hij in diverse Nederlandse en buitenlandse bioscoop- en televisiefilms.
In 1990 maakte hij voor First Floor Features op basis van een eigen scenario de lange bioscoopfilm My Blue Heaven. In 1993 regisseerde hij de korte speelfilm Scramble.
Van 1982-1992 was hij verbonden aan de Nederlandse Filmacademie als scenariodocent.
In de eerste seizoenen van de televisieserie Onderweg naar Morgen behoorde hij tot het vaste scenaristenteam.

## Filmregie
- Spiegelbeeld, drama - 2001
- Schijn Bedriegt, videofilm - 1999
- Gouden Bergen, videofilm - 1999
- Partners, voorlichtingsfilm politie Holland-Midden - 1993
- Scramble, korte bioscoopfilm - 1992
- Video drieluik: Memories Are Made of This, Heimatlos, La Paloma - 1991
- My Blue Heaven (Nederlandse film) - 1990
- Song to Remember, korte speelfilm - 1983
- Make-Up - 1981

## Acteur
- ROX, aflevering Ninja, Belgische TV serie
- Klein Holland, TV serie
- Moes, TV serie
- TopStars, Nederlands-Belgische soap
- Abschnitt 40, Duitse Krimi
- Koppels, dramaserie
- Soko Kitzbühel, Oostenrijkse Krimi
- Kinderen van Dewindt, Belgische dramaserie
- TROS Opgelicht, gedramatiseerde documentaire
- Der Pfundskerl, Duitse dramaserie
- Dunya & Desie, dramaserie
- Goede tijden, slechte tijden, Nederlandse soap
- Der Kapitän, Duitse aktieserie
- O.P. ruft Dr. Bruckner, Duitse ziekenhuisserie
- Luifel & Luifel, politieserie
- Straszen von Berlin, Duitse politieserie
- Intensive care (film), speelfilm
- My Blue Heaven (Nederlandse film)
- Wilde Harten, speelfilm, regie: Jindra Markus
- Jenseits der Morgenröte, 6-delige historisch Duits drama
- De Ratelrat, speelfilm
- Langs de Kade, Belgische politieserie
- M'n dochter en ik, comedy serie
- Linda, Linda, comedy serie
- Schoon goed, comedy serie
- Flodder, comedy serie
- Unsere Hagenbecks, Duitse drama serie
- Totesgeld, Duitse speelfilm
- Coverstory, dramaserie
- Wat schuift ‘t?, comedy serie
- Recht voor zijn Raab, Rechtbankserie
- Hau ab, Bruno, Duitse speelfilm
- In Extremo, speelfilm
- Gekkenbriefje, speelfilm
- Pentimento, speelfilm
- Ein Fall für Zwei, Duitse politieserie
- Tatort, Duitse Krimi
- Diplomaten küsst man nicht, Duitse comedy serie
- Wartesaal zum kleinen Glück, Duitse comedy serie
- Die Goldene Kette, Duitse TV serie
- Standrecht, TV drama
- Brainwave, TV serie